# Kamacite

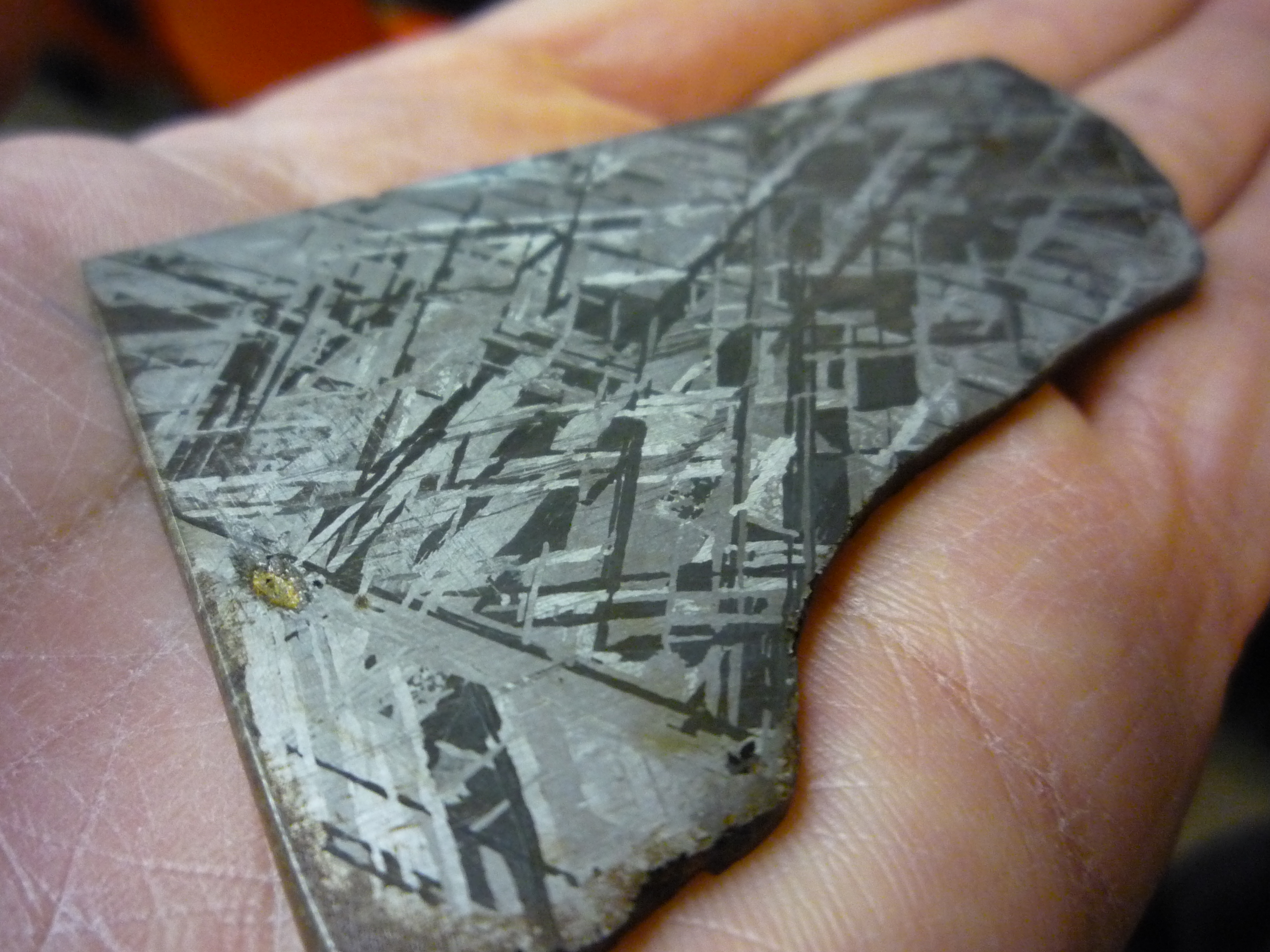
Un morceau de météorite contenant de la kamacite et de la taénite.

La kamacite, parfois appelée balkeneisen, est un minéral, alliage de fer et de nickel, le plus souvent dans les proportions de 90:10 à 95:5 bien que des impuretés telles que le cobalt ou le carbone puissent y être mêlées. Sur la surface de la Terre, elle se retrouve uniquement de manière naturelle dans les résidus de météorites. Présentant un éclat métallique, elle est grise et sans clivage net bien que sa structure soit isométrique-hexaoctaédrique. Sa densité est d'environ 8 g/cm3 et sa dureté de 4 sur l'échelle de Mohs.
Le nom a été créé en 1861 et est dérivé du grec kamask (latte ou poutre). La kamacite est un des principaux constituants des météorites de fer (de types octaédrite et hexaédrite). Dans les octaédrites, elle se retrouve dans des bandes qui s'intercalent avec la taénite pour former des figures de Widmanstätten. Dans les hexaédrites, on observe souvent des lignes parallèles fines, appelées lignes de Neumann, qui sont la preuve de la déformation structurelle de plaques de kamacite adjacentes due au choc des impacts.
Il arrive que la kamacite se trouve mêlée à la taénite de façon si étroite qu'il est difficile de les distinguer visuellement, elles forment alors de la plessite. Le plus grand cristal de kamacite documenté mesurait 92 × 54 × 23 cm.